# Sumo (singolo)
Sumo è un singolo promozionale del gruppo musicale italiano Management, pubblicato il 13 dicembre 2019 da Full Heads e Audioglobe.

## Descrizione
Estratto dall'omonimo quinto album in studio, il brano è stato scritto da Luca Romagnoli e composto da Marco Di Nardo, presente anche in veste di produttore dell'intero disco. Le registrazioni si sono svolte presso l'Auditorium Novecento di Napoli in collaborazione con Fabrizio Piccolo; il mastering e il missaggio sono stati curati da Andrea Suriani.
Il titolo del brano è un riferimento all'inevitabilità del passare del tempo, paragonata nel testo alla figura di un lottatore di sumo.

## Classifiche
| Classifica (2020)     | Posizione massima |
| --------------------- | ----------------- |
| Italia (indipendenti) | 48                |